# Парасомния
Парасомниите са категория сънни разстройства, които включват необичайно и неестествено поведение, емоции, възприятия и сънища, които настъпват при заспиване, по време на сън, по време на не-БДО част три и четири или при събуждане.
Някои не-БДО парасомнии са характерни за детството и честотата им намалява с увеличението на възрастта (нощните потрепвания, ходене на сън). Те могат да бъдат учестени при някои индивиди при употреба на алкохол, лишаване от сън, физическа активност, емоционален стрес, депресия, медикаменти или температурно заболяване.
не-БДО парасомниите включват: ходенето на сън (сомнамбулизъм), несъзнателното скърцане със зъби (бруксизъм), нощните потрепвания, синдромът „неспокойни крака“, сексосомнията и др.
БДО парасомниите включват: нощни кошмари и БДО-сън поведенческите разстройства.